# バダバーグ

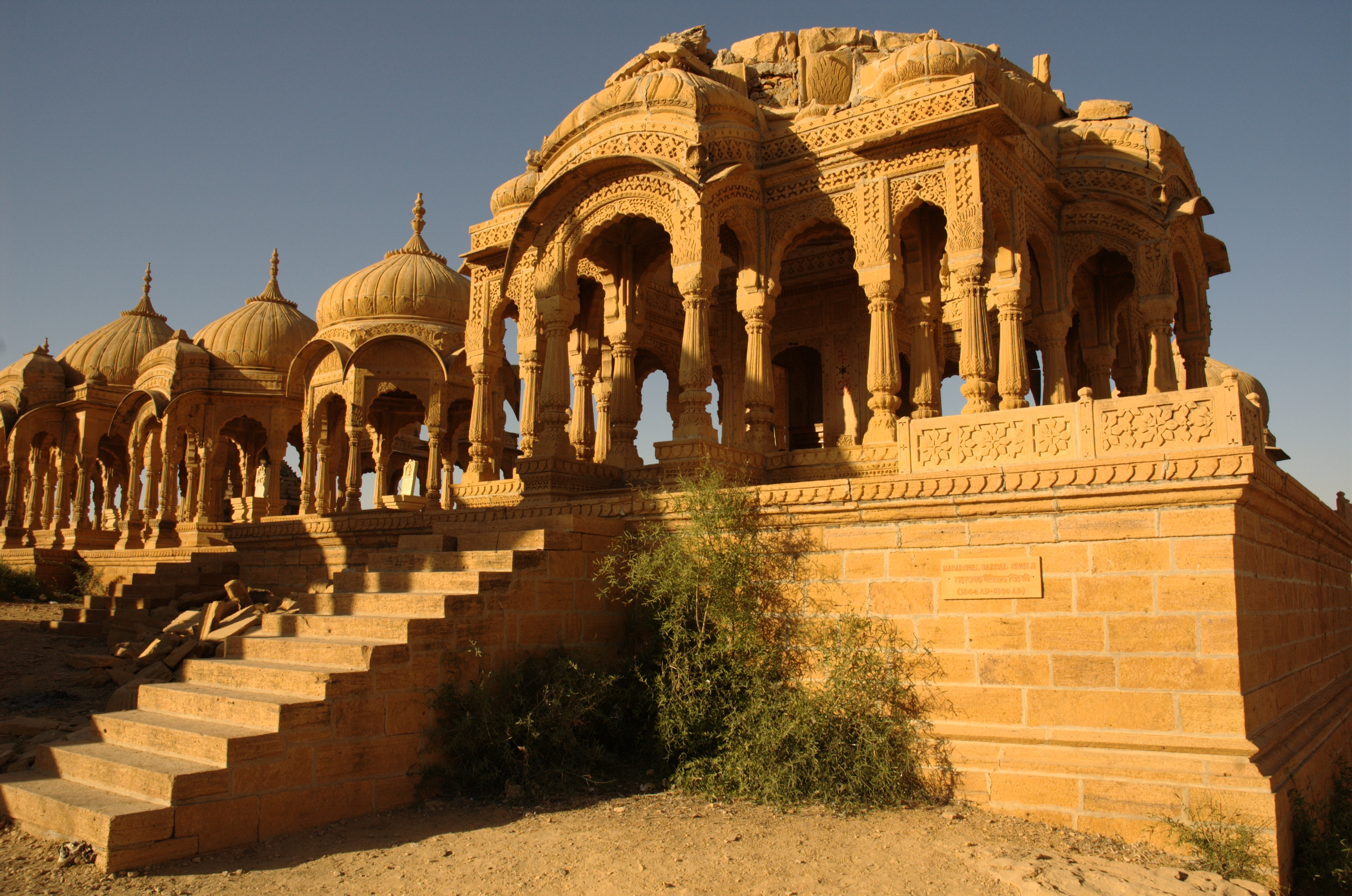
バダバーグのチャトリ

バダバーグ（ヒンディー語: बड़ा बाग、英語: Bada BagまたはBada Bagh）とは、インド・ラージャスターン州にあるヒンドゥー教徒の王室墓地である。ジャイサルメールから北に約6 kmの場所にある小高い丘の上に位置する。名称は「大きい庭園」を意味している。
イスラム教の影響を受け、16世紀頃に建築された。園内には、ジャイ・シング2世などジャイサルメール地域の歴代のマハーラージャのチャトリや王室の慰霊碑がある。チャトリは大きさが異なるものの、同じ様式で建てられており、内部にそれぞれの王の死の記録が刻印された石板がある。園内にはこの他に、1513年に建設され、ジャイ・シングにちなんで名づけられたジャイ・バンドゥというダムが名所となっている他、果樹園がダムに隣接している。

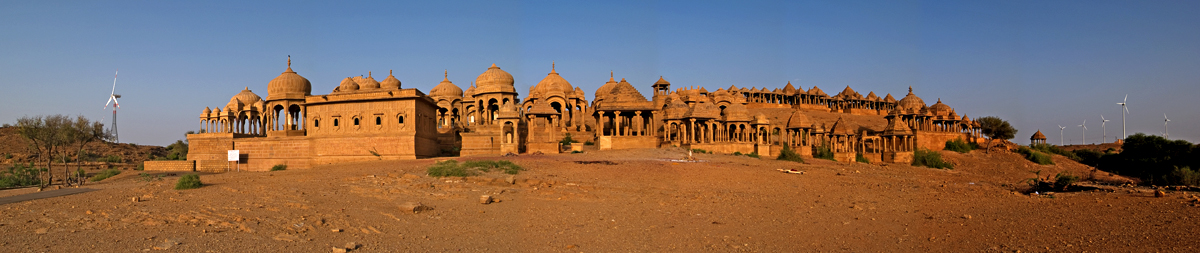
バダバーグの全景図